# 갈래비
갈래비(Branching ratio, Branching fraction)는 입자물리학과 핵물리학에서 방사능 붕괴가 일어나는 비율을 가리킨다. 갈래비 대신 각각에 대한 부분 반감기를 사용하기도 하는데 그 붕괴만 같은 속도로 일어날때 가상적인 반감기를 말한다.  